# 2290 Helffrich
2290 Helffrich eller 1932 CD1 är en asteroid i huvudbältet som upptäcktes den 14 februari 1932 av den tyske astronomen Karl Wilhelm Reinmuth i Heidelberg. Den har fått sitt namn efter den tyske astronomen Joseph Helffrich.
Asteroiden har en diameter på ungefär 17 kilometer.